# Ratifica (diritto amministrativo)
La ratifica è un atto amministrativo di 2º grado tramite il quale la pubblica amministrazione sana un precedente atto invalido dal vizio di incompetenza relativa, relativo all'autorità che ha emanato l'atto, vizio che ne determina l'annullabilità.

## Caratteri
Con quest'atto, l'autorità che ha la competenza per l'emanazione dell'atto, fa suo (ratifica) il comportamento (l'atto) di un'autorità che non aveva la competenza ad emanare l'atto viziato. In questo modo viene sanato l'atto viziato.
Per alcuni si tratterebbe di una forma particolare di convalida.